# Sven Olaf Olsson
Sven Olaf Olsson ist ein schwedischer Poolbillardspieler. Er wurde zweimal Europameister.

## Karriere
1980 wurde Sven Olaf Olsson bei der ersten Poolbillard-Europameisterschaft Vize-Europameister im 8-Ball. 1981 wurde er im Finale gegen den Deutschen Günter Geisen 8-Ball-Europameister. 1983 gewann er durch einen Finalsieg gegen seinen Landsmann Bengt Jonasson die EM im 8-Ball.